# Trirachys inexpectatus
Trirachys inexpectatus là một loài bọ cánh cứng trong họ Cerambycidae.